# Episodi di Vicini troppo vicini (quinta stagione)
La quinta stagione della serie televisiva Vicini troppo vicini è stata trasmessa in anteprima negli Stati Uniti d'America in syndication a partire dal 2 febbraio 1985.
| nº | Titolo originale                               | Titolo italiano | Prima TV USA      | Prima TV Italia |
| -- | ---------------------------------------------- | --------------- | ----------------- | --------------- |
| 1  | Drawing Room                                   |                 | 2 febbraio 1985   |                 |
| 2  | Nearly Departed                                |                 | 9 febbraio 1985   |                 |
| 3  | My Son, the PhD                                |                 | 16 febbraio 1985  |                 |
| 4  | All in a Day's Unemployment                    |                 | 23 febbraio 1985  |                 |
| 5  | Devereaux & Son                                |                 | 2 marzo 1985      |                 |
| 6  | And Baby Makes Two                             |                 | 4 maggio 1985     |                 |
| 7  | Reconcilable Differences                       |                 | 11 maggio 1985    |                 |
| 8  | The Two Faces of Muriel                        |                 | 18 maggio 1985    |                 |
| 9  | No Mas, Monroe                                 |                 | 25 maggio 1985    |                 |
| 10 | For Every Man, There's Two Women               |                 | 20 luglio 1985    |                 |
| 11 | Finders Keepers                                |                 | 27 luglio 1985    |                 |
| 12 | These Stupid Things Remind Me of You           |                 | 3 agosto 1985     |                 |
| 13 | Terms of Endangerment                          |                 | 28 settembre 1985 |                 |
| 14 | The British Are Coming, the British Are Coming |                 | 5 ottobre 1985    |                 |
| 15 | No Deposit, No Return                          |                 | 12 ottobre 1985   |                 |
| 16 | Off and Running                                |                 | 19 ottobre 1985   |                 |
| 17 | Accused, Confused and Abused                   |                 | 26 ottobre 1985   |                 |
| 18 | Arrivederci, Jackie                            |                 | 2 novembre 1985   |                 |
| 19 | Ars Gratia Iris                                |                 | 9 novembre 1985   |                 |
| 20 | Henry Enters the '80s                          |                 | 16 novembre 1985  |                 |
| 21 | Freddie Loves It, We Love It, You're Cancelled |                 | 1985              |                 |